# Weohstan
Weohstan, Wēohstān o Wīhstān (proto-norreno *Wīhastainaz, "sacra pietra", norreno Vésteinn e Wǣstēn) (fl. VI secolo), è un personaggio del poema epico anglosassone Beowulf e gli studiosi hanno rilevato che sembra essere presente anche nel Kálfsvísa norreno.
Sia nel Beowulf che nel Kálfsvísa, Weohstan (Vésteinn) combatté per il suo re Onela (Áli) contro Eadgils (Aðils).

## IlBeowulf
Secondo il Beowulf, Weohstan era il padre di Wiglaf ed apparteneva ad un clan norreno chiamato Wægmunding. Ecgþeow, il padre di Beowulf, apparteneva anch'egli a quel clan, perciò Weohstan era in qualche modo imparentato con Beowulf.
Si dice di Weohstan che sia morto di vecchiaia prima degli eventi trattati nell'ultima parte del poema. Weohstan è menzionato per la prima volta al verso 2602. Apprendiamo che aveva avuto da Beowulf in Götaland una tenuta e diritti su di essa.
Quando il principe degli Scylfing, Eanmund, si ribellò a suo zio Onela, re di Svezia, Weohstan combatté al servizio di Onela e uccise Eanmund in battaglia; per questo Onela diede a Weohstan la spada e l'armatura di Eanmund. In vecchiaia, Weohstan diede questi oggetti al figlio Wiglaf; in quel periodo Weohstan e Wiglaf "vivevano presso i Geati". Il suo nome compare in alcuni versi dove Wiglaf è chiamato "figlio di Weohstan".
Lo studioso Frederick Klaeber ipotizzò che sebbene Onela non cercò una faida con Weohstan, non appena Onela morì e Eadgils fratello di Eanmund divenne re di Svezia Weohstan ritenne più sicuro lasciare gli Scylfing, e così si spiegherebbe come arrivò a vivere tra i Geati.

## IlKálfsvísa
Nella parte dello Skáldskaparmál di Snorri Sturluson che è chiamata Kálfsvísa, il nome Weohstan compare nella sua forma norrena Vésteinn. Egli è menzionato insieme al suo signore Onela (Áli) e al suo nemico Eadgils (Aðils), nella sezione che concerne la battaglia sul ghiaccio del lago Vänern, dopo la quale ebbe luogo l'esilio suggerito da Klaeber:
(Skáldskaparmál, Kálfsvísa)
La sezione apparentemente parla di Weohstan e dei suoi compagni cavalieri come se cavalcassero insieme al loro re Onela sul ghiaccio dove incontrarono Eadgils. Purtroppo lo scaldo del Kálfsvísa si aspettava che l'ascoltatore avesse familiarità con questi personaggi e non disse cosa accadde dopo. Comunque, come è detto nel Beowulf di sfuggita e da Snorri più nel dettaglio, Eadgils vinse la battaglia.